# Alexandra Bridge Park
Alexandra Bridge Park är en park i Kanada.   Den ligger i provinsen British Columbia, i den södra delen av landet, 3 400 km väster om huvudstaden Ottawa. Alexandra Bridge Park ligger 194 meter över havet.
Terrängen runt Alexandra Bridge Park är huvudsakligen bergig, men åt sydost är den kuperad. Alexandra Bridge Park ligger nere i en dal som går i nord-sydlig riktning. Trakten runt Alexandra Bridge Park är nära nog obefolkad, med mindre än två invånare per kvadratkilometer.. Närmaste större samhälle är Boston Bar, 19,1 km norr om Alexandra Bridge Park. 
I omgivningarna runt Alexandra Bridge Park växer i huvudsak barrskog.